# IJsselstein
IJsselstein é um município dos Países Baixos, situado na província da Utreque. Tem 21,68 km² de área e sua população em 2020 foi estimada em 33.851 habitantes.